# Milonice (ort i Tjeckien, lat 49,37, long 16,57)
Milonice är en ort i Tjeckien.   Den ligger i regionen Södra Mähren, i den östra delen av landet, 170 km sydost om huvudstaden Prag. Milonice ligger 360 meter över havet och antalet invånare är 178.
Terrängen runt Milonice är kuperad österut, men västerut är den platt. Runt Milonice är det tätbefolkat, med 427 invånare per kvadratkilometer. Närmaste större samhälle är Brno, 19,3 km söder om Milonice. I omgivningarna runt Milonice växer i huvudsak blandskog.